# 2GO Masagana
Die 2GO Masagana ist ein 2003 als Tsukushi in Dienst gestelltes Fährschiff der philippinischen Reederei 2GO Travel. Sie steht unter ihrem jetzigen Namen seit 2021 im Einsatz.

## Geschichte

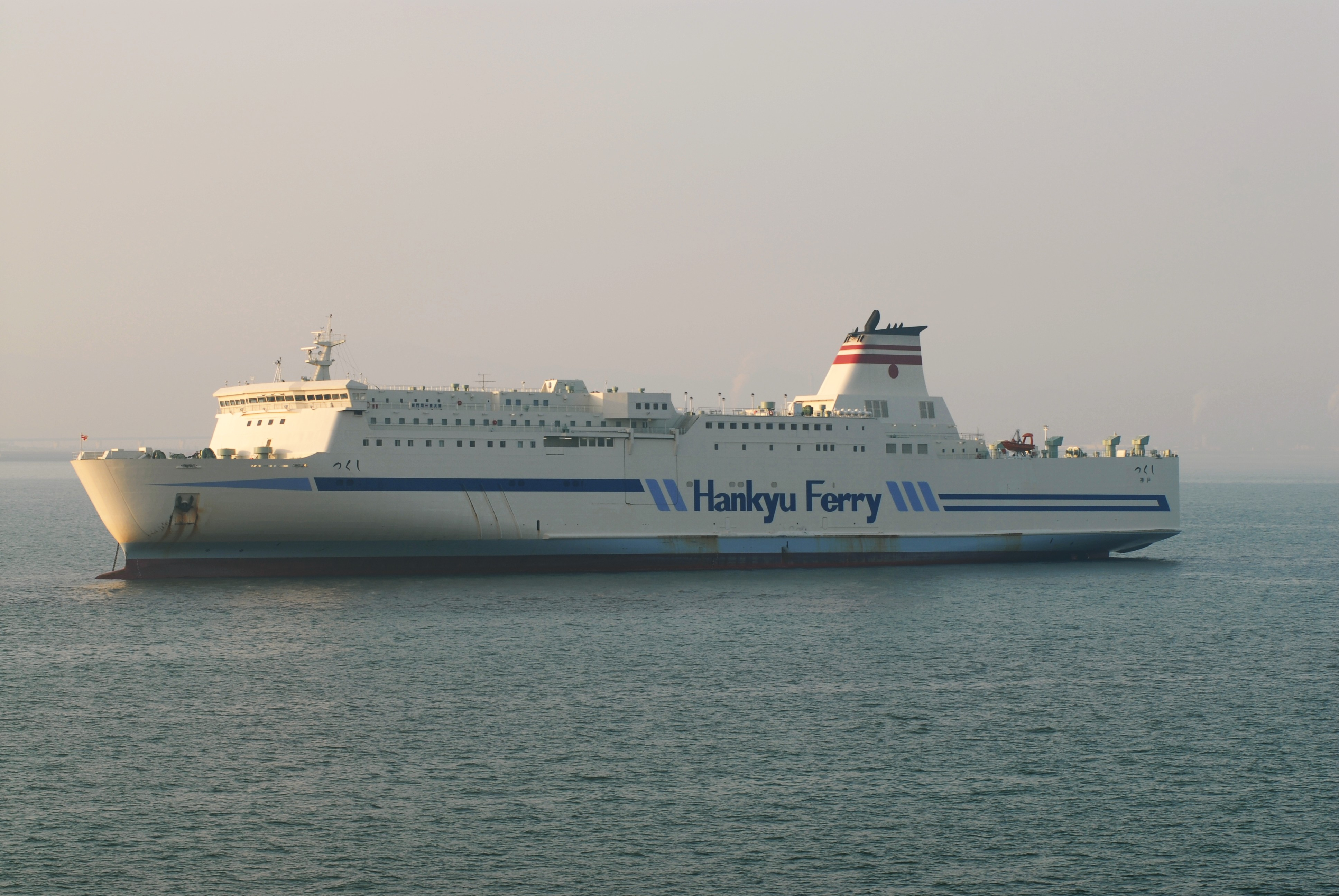
Als Tsukushi im März 2005

Die Tsukushi wurde am 6. Dezember 2002 unter der Baunummer 1091 in der Werft von Mitsubishi Heavy Industries in Shimonoseki auf Kiel gelegt und lief am 20. Februar 2003 vom Stapel. Nach der Ablieferung an Hankyu Ferry am 5. Juni 2003 nahm sie am 12. Juni den Fährdienst von Kitakyūshū nach Kōbe auf. Sie ergänzte hierbei ihr bereits im März 2003 abgeliefertes Schwesterschiff Yamato.
Die Tsukushi blieb bis 2020 im regulären Fährbetrieb, anschließend diente sie nur noch als Reserveschiff für ausgefallene Einheiten der Reederei. Im März 2021 wurde die Fähre an die in Manila ansässige Reederei 2GO Travel verkauft und in 2GO Masagana umbenannt. im April 2021 brach sie zu ihrem neuen Einsatzort auf und wurde im selben Jahr in Dienst gestellt. Die 2GO Masagana bedient gemeinsam mit ihrem ebenfalls 2021 an 2GO Travel verkauften Schwesterschiff hauptsächlich von ihrem Heimathafen Manila aus mehrere Strecken zu den philippinischen Inseln. Wie ihr Schwesterschiff zählt sie zu den größten Fähren auf den Philippinen.
Die Passagiere an Bord der 2GO Masagana sind in Privatkabinen verschiedener Kategorien oder in Schlafsälen untergebracht. Zur weiteren Ausstattung des Schiffes gehört ein Restaurant, ein Café, Sitzbereiche mit Aussichtsfenstern, ein Veranstaltungsraum und ein Bordgeschäft.